# A Gyűrűk Ura cselekménye

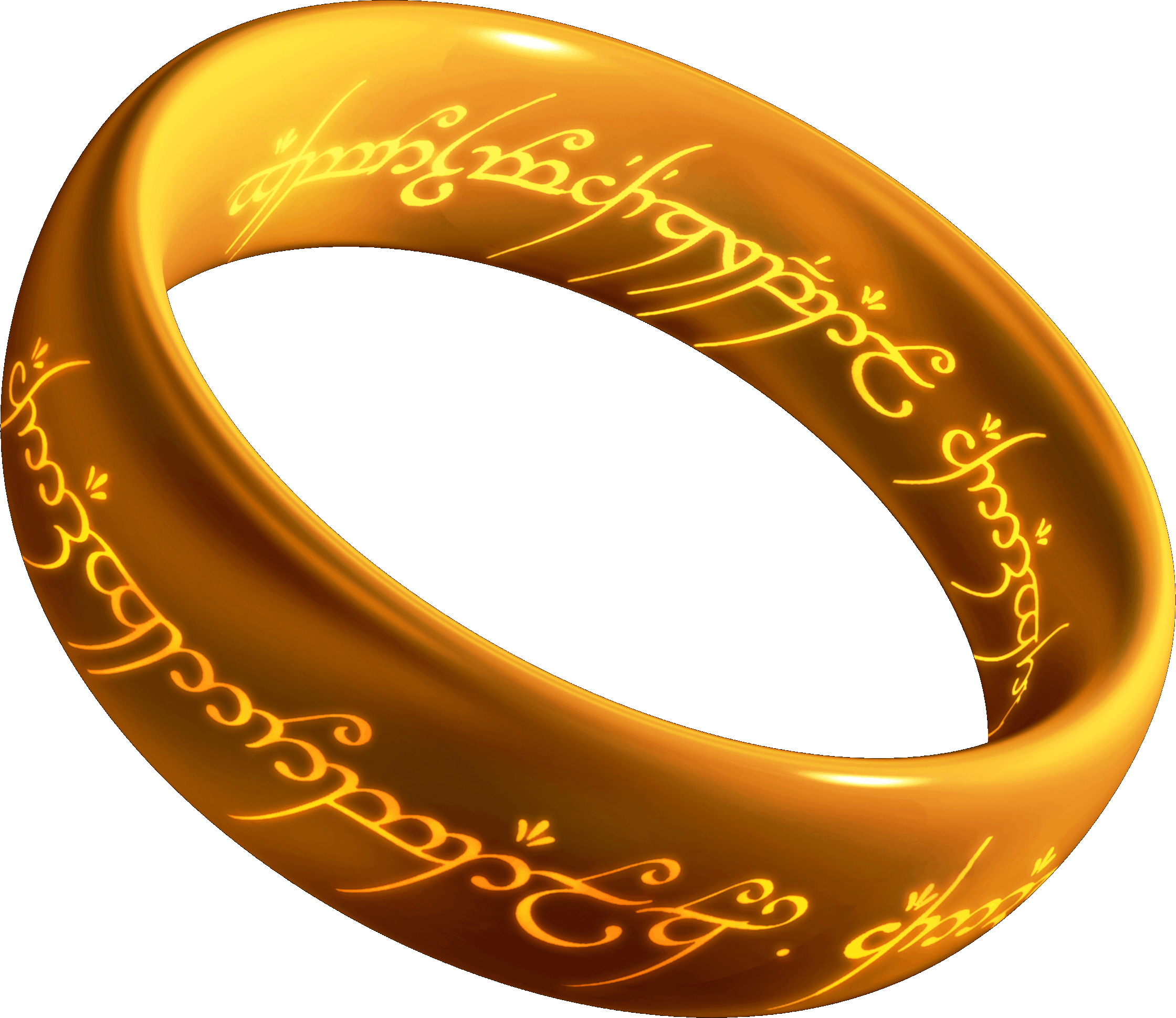
A Gyűrűk Ura egyik kulcsmotívuma, az Egy Gyűrű

A szócikk a J. R. R. Tolkien által írt, 1954-ben három kötetben megjelent, „A Gyűrűk Ura” című könyv cselekményét taglalja. A könyv 1–11. fejezetét, és ezen fejezetek verseit is Réz Ádám fordította magyarra, a könyv további részeit pedig Göncz Árpád fordította, ezen részek versfordításai Tandori Dezső munkái.

## A Gyűrű Szövetsége

### A Megyében
Zsákos Bilbó, a hobbit a harmadkor 2941. évében Gandalffal, a mágussal és 13 törppel együtt lakhelyéről, a hobbit-föld (a Megye) szívében lévő Hobbitfalváról elindulva nagy utazást tett. Az utazásról szól Tolkien A hobbit című regénye. Útközben Bilbó találkozott egy Gollam nevű lénnyel, megszerezve tőle évszázadok óta őrzött varázserejű gyűrűjét, amely láthatatlanná teszi a viselőjét. Számos hihetetlen kaland után kincsekkel megrakodva hazatért Hobbitfalvára, és ott évtizedeken át nyugodtan, magányosan élt. 99 éves korában örökbefogadta unokaöccsét, egy Frodó nevű kamaszfiút, akinek a szülei meghaltak.
3001. szeptember 22-én Bilbó a 111. születésnapját ünnepli, ami a hobbitok közt igen magas kornak számít. Bilbó évtizedekkel fiatalabbnak néz ki a koránál. Frodó ugyanaznap tölti be 33. életévét, ami a hobbitoknál a nagykorúság határa. Bilbó nagy ünnepséget rendez, minden rokonát és ismerősét meghívja. Eljön Gandalf, a mágus is. Ünnepi szónoklatként Bilbó meglepő bejelentést tesz a vendégeknek: örökre elutazik hazájából, majd a gyűrűt az ujjára húzva eltűnik.
Miközben házában készülődik az utazásra, Gandalf nagy nehezen ráveszi, hogy a gyűrűt ne vigye magával, hanem hagyja rá Frodóra. Miután az öreg hobbit útnak indul, Gandalf figyelmezteti Frodót, hogy a gyűrű veszélyes: ne használja, és tartsa titokban.
Frodó magányosan él a házában, Gandalf időnként meglátogatja. 3018-ban, kilenc év távollét után ismét megjelenik, és beszámol Frodónak mindarról, amit a Gyűrűről megtudott: A Gyűrű azonos az Egy Gyűrűvel, amelyet ötezer évvel korábban Sauron készített, hogy segítségével megszerezhesse a világ fölötti uralmat. 1800 év múlva Sauront egy hatalmas csatában a tündék és emberek szövetsége legyőzte, és Isildur, az ember-herceg elvette tőle a Gyűrűt, amit ahelyett, hogy megsemmisített volna, északra vitt. Isildurt utazása közben orkok támadták meg és megölték, a csata közben a Gyűrű elveszett, beleesett az Anduinba, a Nagy Folyóba, helyét évezredekig senki sem ismerte. Azonban a harmadkor 2463. évében Déagolt, egy hobbitot horgászás közben egy hal magával rántott, és Déagol a vízben megtalálta a Gyűrűt. Déagol barátja, Szméagol kileste, ahogyan Déagol örült a Gyűrűnek, megfojtotta Déagolt, és elvette tőle a Gyűrűt. Hét év múlva Szméagol, akit ezután Gollamnak hívtak, elrejtőzött a Köd-hegységben.
A Gyűrű meghosszabbítja viselője életét, de ha az halandó, és sokat használja, az évszázadok alatt egyre inkább magába szippantja a Gyűrűn uralkodó sötét szellemnek otthont adó árnyékvilág, mígnem elhalványodik, és maga is egy lesz a sötétség otthonának lakói és a Gyűrű rabszolgái közül. A Gyűrű már kezdetben uralkodni képes viselője gondolatai fölött, és gonosz tettekre is ráveheti annak érdekében, hogy visszakerüljön Sauronhoz. Ha Sauron visszaszerezné a Gyűrűt, hatalma akkorára nőne, hogy valószínűleg örökre ő uralkodna az egész világ felett. Ezért a Gyűrűt el kell pusztítani. Ez csak egy helyen lehetséges: Mordorban, az Orodruin (Tűz-hegy) nevű vulkán kráterében, a Végzet-katlanban, ahol készült.
De Gandalfnak nem ez az egyetlen rossz híre. Elmondja Frodónak, hogy útja közben sikerült elfognia Gollamot, és a vele való találkozás hatására a mágus szinte biztosra veszi: Gollam járt Mordorban, és akár kínzás, akár valami sötét egyezség alapján, a Sötét Úr valószínűleg már tudja, hogy a Gyűrű Bilbóhoz került. Frodónak veszélyes útra kell indulnia a Gyűrűvel, hogy az végül az Orodruinba kerülhessen. Vele tart kertésze, a beszélgetésüket kihallgató Csavardi Samu is, aki szereti a legendákat, és szeretne még életében tündékkel találkozni.
Frodó hónapokig készül az utazásra. Eladja házát, és elhíreszteli, hogy a Megye határában fekvő Bakföldére költözik, ahol gyermekkorát töltötte. Vásárol is egy házat Töbörlyukban. Samuval és egy Tuk Peregrin (Pippin) nevű barátjával gyalogosan indul útnak, míg egy másik barátja, Borbak Trufiádok (Trufa) szekéren viszi el Frodó holmijait. Miután elindultak, Hobbitfalván egy furcsa fekete lovas kérdezősködik egy Zsákos nevű hobbit után (Frodó és Bilbó családneve egyaránt Zsákos). A lovas személye sem sejtet semmi jót (a hobbitok amúgy sem szeretik a Nagyokat, ahogyan a nagyobb termetű idegeneket nevezik), a kérdezősködése még kevésbé. Frodó, Samu és Pippin tündékkel találkoznak (Gildor és csapata), akik egy darabon elkísérik őket. Az út során állandóan észlelnek olyan jelenségeket, melyek alapján az a rossz sejtelmük támad (Frodónak legalábbis), hogy követik őket; mégpedig épp a rejtélyes Fekete Lovasok.
Frodóék megérkeznek Bakföldére. Találkoznak az öreg Zsizsik gazdával, akitől megtudják, hogy a Fekete Lovas ott is kérdezősködött. Az új házban Trufa vacsorával és fürdővel várja őket. Frodó, hogy ne sodorja veszélybe barátait, egyedül akar továbbindulni, ők azonban rájönnek szándékára, és mindhárman vele tartanak.

### Utazás Brí felé
A Fekete Lovasok Megyében való jelenlétét fenyegetőnek érezve, útjukat a forgalmasabb utak helyett a félelmetes, baljós legendákkal övezett Öregerdőn át folytatják. Az erdőben való utazást nehezen viselik, az ösvények sokszor eltűnnek, ilyenkor nehezen vergődnek át a vadonon; a fákat ellenségesnek érzik. Akaratuk ellenére végül holtfáradtan a Fűztekeres folyó völgyében kötnek ki. Pippin egy odvas fűzfának támaszkodik, s a fa foglyul ejti. Társai hiába próbálják kiszabadítani a bezáródott odúból. A bennszorult hobbit szerint a fa gúnyos hangon beszél hozzá, a kiszabadítására tett kísérletekre pedig fenyegetésekkel válaszol. Egy furcsa figura siet segítségükre, Bombadil Toma, aki rendreutasítja a fát (melyet Fűzfa-apónak nevez) és kiszabadítja a pórul jártakat, majd meghívja a hobbitokat a házába.
Bombadil Toma, aki évezredek óta él az Öregerdőben szépséges feleségével, Aranymaggal, gazdagon megvendégeli a hobbitokat. Eme kicsiny birodalmába zárkózott, jószándékú lénynek óriási a hatalma és tudása; még Gandalfénál is nagyobb; ennek csak egyik példája (azon kívül, hogy életben tud maradni a félelmetes Öregerdőben, s hogy meséi feltárják a hobbitok előtt az erdő, a fák és a világ sok titkát), hogy mikor Frodó megmutatja neki a Gyűrűt, Toma ujjára húzza, de így sem válik láthatatlanná, annak jeleként, hogy Sauron hatalma őrá nem terjed ki. Figyelmezteti a hobbitokat, hogy ha útnak indulnak, akkor amilyen gyorsan csak tehetik, hagyják maguk mögött a Sírbuckákat (Toma háza szinte ezek lábánál épült), de ha mégis bajba kerülnének, arra az esetre egy segélykérő versikét tanít nekik. Ezután útjukra bocsátja őket.
A hobbitok eljutnak a Sírbuckákhoz. Ott „Toma koma” figyelmeztetése ellenére óvatlanul viselkednek, pihenőt tartanak és elalszanak; alkonyatkor ébredve látják, hogy ködbe kerültek, majd a buckákban élő szellemek támadják meg őket. Egyszerre egy bucka üregében találják magukat, kőágyakon, fegyverek és kincsek között. Frodó kezdeti rettegését legyőzve, kardot ragadva szembeszáll az egyik szellemmel (noha látni alig látja), majd ahogy Bombadil Toma tanította, az öreg koma segítségét kéri. Bombadil Toma meg is jelenik, elűzi a szellemeket, kiszabadítja a hobbitokat, még pónijaikat is előkeríti. Rengeteg kincset találnak, közöttük négy drágakövekkel díszített tőrt, amelyeket magukkal is visznek.

### Brí
Brí községébe érkezve a messze földön híres csárdában, a Pajkos Póni fogadóban szállnak meg, melynek tulajdonosa a derék Papsajt Ászok, Gandalf barátja. Trufa elmegy sétálni, a többiek átmentek a többi vendég közé. Találkoznak egy különös emberrel, Vándorral is, aki valójában Arnor és Gondor királyainak száműzetésben élő leszármazottja, Aragorn. Aragorn figyelmezteti Frodót helyzete veszélyességére. Ennek ellenére Frodó mulatozás közben az ujjára húzza a Gyűrűt, és mindenki meglepetésére láthatatlanná válik.
Aragorn késő este felkeresi a hobbitokat szobájukban. Elmondja, hogy mindent tud útjuk céljáról, és felajánlja segítségét mint erdei vezető, továbbá figyelmezteti őket, hogy Frodó rejtélyes eltűnéséről a Fekete Lovasok nemsokára értesülni fognak, és eljönnek a Gyűrűért (a fogadóban ugyanis valószínűleg kémeik vannak). Papsajt Ászok átadja Frodónak Gandalf levelét, amelyben azt tanácsolja, fogadják el Aragornt kísérőjüknek, ha találkoznának vele. A levélben található egy versrészlet, mellyel már arra is utal Gandalf, hogy Aragorn valójában a királyok leszármazottja. „Van mi arany bár nem fénylik, / van ki vándor, s hazaér / régi erő nem enyészik / fagyot kibír mély gyökér./ Lángját a tűz visszakapja, / árnyékból a fény kiszáll;/ összeforr a törött szablya / s koronás lesz a király.”. Trufa visszatér, elmondja, hogy találkozott a Fekete Lovasokkal, eszméletét vesztette, de Papsajt segédje, Noba még idejében visszahozza a fogadóba. A hobbitok óvatosságból egy másik szobába költöznek át, s ezáltal megmenekülnek a titokban a fogadóra támadó ellenség elől. Másnap reggel eredeti szobájuk fekhelyeit felforgatva, az ágyneműt szétszabdalva találják, sőt tudomásul kell venniük, hogy eltűntek a pónijaik és a felszerelés java része is, így késlekedniük kell, mert új állatok után néznek. Mire elindulnak Völgyzugoly felé, már egész Brí tud a távozásukról, így a Fekete Lovasok is könnyebben megtalálhatják őket, a Brí-beli besúgók (mint Béni, a rettegésben tartott kapuőr vagy a velejéig becstelen Páfrány Pockó) miatt. Pockó háza kerítése mögül gúnyolja a társaságot, mígnem egy alma alaposan képen találja – ha egy hobbit elhajít valamit, célszerű gyorsan fedezéket keresni.

### Út a vadonban
Aragorn remekül ismeri a Brí és Völgyzugoly (Imladris) között elterülő kihalt vidéket (egykor Arnor, az északi ember-királyság földje volt, melyet Vándor ősei uraltak), hosszú évek óta ezeken a tájakon barangol. Rendkívül hosszú és fáradságos út vár a hobbitokra, tele rettegéssel a Fekete Lovasoktól. Az útjuk átvezet fenyőerdőkön, mocsaras vidékeken (ahol rengeteg szúnyog nehezíti meg az életüket).
Október 3-án, nem messze a Széltetőtől a barátságtalan tájakon járva Frodó lát valamit, de mintha csak álmodna. Valahol a messzeségben fényvillanások jelennek meg, Aragorn találgatása szerint Gandalf és a Fekete Lovasok összecsapásának lettek tanúi.
Október 6-án a Széltetőre (Amon Sûl) érnek, észreveszik, hogy a fű és a kövek megperzselődtek, és megtalálják (vélhetőleg) Gandalf ottjártának nyomait (egy kődarabon egy G-rúnát), illetve Aragorn népének, a kószáknak egyéb nyomait. Ezen az éjszakán a Fekete Lovasok a hobbitokra is rátámadnak, Frodót egy Morgul-tőrrel próbálják szíven szúrni, de Frodó lélekjelenlétének köszönhetően csak a vállába fúródik a gyilkos varázseszköz. Később (Völgyzugolyban) tudja meg, hogy az ilyen fegyver áldozata lidérccé lesz, és a Lovasok hatalma alá kerül. Aragorn égő fáklyával a kezében szétkergeti az öt, a heves ellenálláson vélhetően meglepődött támadót, konstatálja, hogy Frodót a gonosz eszköz megsebesítette (a tőrt a kezébe fogva annak törött pengéje semmivé foszlik), és egy szilánk a sebben maradt. Továbbvezeti a hobbitokat. Frodó egyre rosszabbul van, és nagyon kell sietniük, de a vidék nem engedi a gyors előrehaladást, ráadásul még a Fekete Lovasoktól is tartaniuk kell. Az Utolsó Hídon Aragorn talál egy biztató jelet (egy csiszolt berillt), ezt jelként értelmezi, hogy átmehetnek a hídon. Útközben rábukkannak Bilbó régi kalandjának bizonyítékára, a három kőtrollra.
Kiérnek az útra, és a csapat találkozik Glorfindellel, a tünde-úrral. Glorfindel a lovára, Asfaloth-ra ülteti Frodót, így gyorsabban haladhat; s épp elérik Völgyzugoly határát, a Brúinen folyó gázlóját; amikor a Fekete Lovasok újra megtámadják őket. Asfaloth megmenti Frodót, átvágtatva a gázlón, amelynek vize Elrond parancsára megdagad, és elsodorja a Fekete Lovasokat. Frodó pár nap múlva egy völgyzugolyi ágyában tér magához.

### Völgyzugoly és a Tanács
Frodó ébredésekor Gandalf ül mellette. A kis hobbit, aki nagyon lefogyott az út során, kérdőre vonja az öreg varázslót. Gandalf nem ad kimerítő választ: arra hivatkozik, hogy a Tanács ülésén mindent meg fog tudni, még többet is, mint szeretne. Az esti lakomán Frodó sok új és régi arcot lát, de valakit hiányol: Aragornt, aki nem vesz részt a vacsorán. Miután vége a lakomának, az egész társaság átvonul a Tűz Csarnokába, ahol Frodó egy ismerős kis alakot pillant meg: Bilbót. Később csatlakozik hozzájuk Aragorn is, aki éppen híreket kapott, ezért nem láthatta őt Frodó. Másnap a csengettyű a Tanácsra hívja a résztvevőket. Tündéket, törpöket, embereket, Bilbót, Frodót, valamint Gandalfot. A Tanács résztvevői, sokan messzi földről jött idegenek, sok kétségbeejtő dolgot hallanak és mesélnek. Frodó Glóintól – attól az idős törptől, aki a lakomán mellette ült, és tagja volt annak a törp expedíciónak, melynek Bilbó is, amikor a Gyűrűt találta –, illetve másoktól megtudja, hogy Sauron halálra keresi az Egy Gyűrűt, és annak jelenlegi gazdáját, egy Zsákos nevű hobbitot (azaz Bilbót, de mint a Gyűrű és a Zsákos név új birtokosa, Frodó is halálos veszélyben van). 
Szó esik Saruman árulásáról is, aki Gandalf rendjének feje volt, de Sauron hatalma megkísértette, és Gandalfot hónapokra bebörtönözte. Saruman a megbékélés, a kompromisszum és a behódolás politikáját hirdeti, mint észszerű megoldást Mordor fenyegetésére, valójában legalább annyira vezérli saját, szövetségesei iránt való kishitűsége és hatalomvágya, mint bölcsessége. Egy tündétől tudják meg, hogy a sokáig a tündék kényszerű vendéglátásában részesülő Gollam is megszökött. A hosszas tanácskozás után Frodó magára vállalja a küldetést: elviszi az Egy Gyűrűt a Végzet Hegyére és elpusztítja. Elrond még nyolc társat jelöl ki mellé az útra, így lesz a Gyűrű Szövetségének tagja Frodó, Gandalf, Aragorn, Boromir (a gondori helytartó, Denethor fia), Legolas (a Bakacsin-erdő tünde királyának – Thranduilnak fia), Gimli (a Magányos Hegy törp uraságának, Glóinnak fia), Samu, Trufa és Pippin. Az utazásig még várniuk kell, mert Elrond felderítő csapatokat küld ki, illetve üzen a messzi tájakon élő szövetségeseknek, hogy biztonságban kezdhessék meg és folytathassák az utazást. Ez alatt az idő alatt újrakovácsolják a Kettétört Kardot, amely Aragorn öröksége, és ettől kezdve Andúrilnak (a Nyugat lángja) nevezik.

### Az utazás
A társaság két hónap múlva, december 25-én indul útnak. Úti céljuk először a Vörös-foki Hágó, de Saruman kémei miatt le kell térniük az útról. Az utazás nagyon veszélyesnek ígérkezik, de Gandalf a legtöbb helyzetben segítségükre van. Mikor rájönnek, hogy nem mehetnek tovább a kiválasztott úton, a Caradhras nevű magas és hóborította hegyet próbálják megmászni. A hegy nem engedi át őket, a kis híján halálra fagyó társaság kénytelen a Gandalf által tanácsolt utat követni és elindulni Moria, az egykori törp birodalom tárnái felé. Először farkasok támadnak rájuk, de Gandalf megmenti a társaságot. Január 13-án érkeznek a kapuhoz, azonban az zárva van. Végül is Trufa ötlete segített Gandalfnak kitalálni a jelszót: a felirat azt mondja, hogy: „Mondd, jó barát, és lépj be”, a jelszó pedig „mellon”, vagyis „jó barát”. A Barlang előtt a Tó őre támad rájuk, és a barlangba kényszeríti őket, elzárva a visszautat.
Miközben a kijárat felé igyekeznek, Frodó észleli, hogy követi őket valaki; egyszer két szemet vesz észre és apró lábak lépteit hallja, de nem szól senkinek, mert nem biztos a látottakban.
Pippin egy kútba dob egy kavicsot, amire kalapácshangok hallatszódnak a mélyből.
A társaság rálel Balin sírjára, mellette törp csontvázakat és egy krónikát találnak. Gandalf beleolvas, s rossz sejtésük beigazolódik: Balint, Bilbó egykori útitársát és kíséretét, miután kiverték az ellenségeiket, az orkokat egykori hazájukból, és rövid időre berendezkedtek, a visszatérő orkok megölték, s a törpök valamiféle ismeretlen ellenséget is észleltek. Nem sokkal a kijárat előtt az orkok észreveszik ottlétüket és rájuk támadnak. Az első rájuk támadó osztaggal még megbirkóznak, de az újabb támadók az ismeretlen fenyegetés: egy félelmetes balrog karjaiba sodorják őket. A fáradt Gandalf egy kőhídon felveszi a harcot a nemcsak fizikailag erős, de mágikus hatalommal is bíró lénnyel, hogy a többiek menekülhessenek. Óriási hatalma itt mutatkozik meg igazán, varázserejét összeszedve sikerül a fenevadat a mélységbe taszítania, de az estében még rávág korbácsával, s így a mágus is a feneketlen homályba zuhan. A Társaság számára Szürke Gandalf nincs többé.

### Lothlórien
A társaság fájó szívvel bár, de folytatja útját a közeli erdő, Lórien felé, ahol Aragorn menedéket és biztonságot remél, bár a szövetség tagjai közül többek (így Boromir, a gondori harcos és Glóin fia Gimli, a törp) inkább ódzkodnak a számukra félelmetes hírű helytől. Az erdőben kis tünde csapattal találkoznak, akiket egy Haldír nevű tünde vezet. A fákon kínálnak nekik menedéket éjszakára, így megmenekülnek az üldöző moriai orkok hordáitól. Frodó nem tud aludni és arra lesz figyelmes, hogy egy furcsa lény mászik felé, de a tündék elijesztik. Később kiderül: Gollam volt az, aki a Gyűrű nyomában van. Másnap az utazókat elvezetik Caras Galadhonba, Lórien fővárosába, ahol Galadriel Úrnő már várja őket. Egy kis időt töltenek a tündék makulátlan, a mordoriak fenyegetésétől eltekintve idillikus országában pihenéssel. Frodó Galadrieltől tudja meg, hogy a tünde úrnő valójában a Sauron elleni küzdelmet vezérlő Fehér Tanács egyik legfontosabb, bár általában a háttérben maradó személyisége, és maga is gyűrűhordozó: az egyik Nagy Gyűrű birtokosa (ez segít neki birodalmát oly széppé tenni). A Halhatatlanföld ősi aranykorának szellemét elevenen őrző tünde úrnő bölcs tanácsai felbecsülhetetlen segítséget jelentenek Frodónak az úttal kapcsolatos lelki terhekkel, bizonytalanságokkal való megküzdésben. Frodó felajánlja neki az Egy Gyűrűt, de Galadriel, noha erősen vágyik arra, elutasítja. Amikor elbúcsúznak az úrnőtől és férjétől, Celeborntól, Galadriel hasznos és szép tárgyakkal ajándékozza meg őket.
A Szövetség tagjai csónakba ülnek és az Anduinon leeveznek az Amon Hen hegyig, útközben egy szárnyas fenevadon repülő nazgûllal találkoznak, de Legolas kilövi alóla a szörny-madarat. Az Amon Hennél Frodónak nagy döntést kell hoznia: tudja, hogy egyedül kell folytatnia a az útját, de nem mer belevágni. Boromirra, a gondori emberre hatással van a Gyűrű, és rövid időre elveszi az eszét. A férfi megtámadja Frodót és el akarja venni tőle a Gyűrűt. Ekkor a kis hobbit rájön, hogy mi a helyes döntés, és elindul egyedül Mordor felé. A hűséges Samu kitalálja ura gondolatát, és Frodó után megy. Eközben a csapatra rátámadnak Saruman orkjai és megölik Boromirt, aki a két másik hobbitot próbálja védeni. Trufát és Pippint az orkok magukkal viszik Vasudvardba. Samu utoléri Frodót, és együtt vágnak neki a hosszú útnak. Ettől kezdve a Szövetség útja háromfelé ágazik.

## A két torony

### Frodó és Samu útja
Miután áthajóznak a túlpartra, Frodó és Samu nekiindulnak az Emyn Muil hegység végtelen lejtőinek. A két kis hobbit sehogyan sem tud kijutni a labirintusszerűen tekergő, meredek falakon túlra, ahol a bűzölgő Holt-láp terül el. Miközben próbálnak előrejutni, összeakadnak Gollammal, aki már egy ideje követi őket. A hobbitok elfogják a lényt és ráveszik, hogy vezesse el őket Mordor kapujáig. Gollam kivezeti őket az Emyn Muil áthatolhatatlan sziklái közül, és a Holt-lápon találják magukat. A Holtláp iszapjában halottak pihennek: számlálhatatlan tünde, ork és ember, az egykori Mordor elleni, a Végzet-hegyi csatában végződő nagy háború résztvevői.
Miközben a Fekete Kapuhoz próbálnak eljutni, egy éles, visító hangra lesznek figyelmesek a fejük felett, amely a csontjukig hatol. Egy nazgûl (Fekete Lovas) repül el a fejük fölött, szörnyű, szárnyas jószágon.
Mikor elérnek a jól őrzött Fekete Kapuhoz, semmi reményt nem látnak az áthaladásra. Frodó láthatóan hajthatatlan, és mindenáron be akar jutni a kapun, még ha kopogtatnia kell is; de Gollam elárulja, hogy ismer egy rejtett utat Mordorba. Ekkor Gollam vezetésével elindulnak Ithilien felé, hogy a hegyeket megkerülve jussanak be a Fekete Földre. Ithilien gyönyörű, napsütötte, noha az állandó harcok nyomait itt-ott már magán viselő, és semmiképp sem biztonságos vidékein találkoznak Faramirral, Gondor kapitányával. A rohamcsapat elfogja őket, bár Gollamnak sikerül elszöknie. Kiderül, hogy Faramir Boromirnak az öccse. Elmeséli Frodóéknak, hogy Boromir meghalt, mivel látta csónakon leúszni a holttestét, és kettétörve előkerült Boromir kürtje is. A férfit lesújtja Gandalf halálhíre. A hobbitokat a csapat elvezeti az emberek rejtekhelyéhez, a Tiltott Tónál fekvő barlanghoz, ahol élelmet kapnak, és megpihenhetnek.
Az éjszaka folyamán Gollam a Tiltott Tó területére merészkedik, a gondoriak elfogják, de Frodó nem hagyja, hogy megöljék. Faramir másnap elbocsátja az utazókat, de óva inti Frodót Gollamtól. Szméagol kietlen tájakon vezeti keresztül a megtört és fáradt hobbitokat. Frodóra egyre jobban rátelepszik a Gyűrű, egyre nagyobb súllyal nyomja a kis hobbit mellét és lelkét.
Samu észreveszi, hogy Gollamnak kettős személyisége van: régi énje, Szméagol, aki azelőtt volt, mielőtt gyilkossággal megszerezte a Gyűrűt, de személyiségébe beépült az Egy Gyűrű gonosz hatalma is, amihez mint „drágaszágához” beszél, ha úgy hiszi, senki más nem látja. Gonosz énje, Gollam, állandóan próbálja őt gaztettre, árulásra bírni, hogy ragadja magához újra a Gyűrűt, s ahogy egyre közelebb kerülnek Mordorhoz, a gonoszság birodalmához, és egyre több veszélyes helyzetbe kerülnek, ez a rossz oldal egyre inkább felülkerekedik. Samu nem tudja, hogy a látszólag nyájas Frodó mennyit sejt ebből a küzdelemből, és félti Frodót.
A két hobbit és Gollam elérkezik a Morgul-völgyhöz, a legveszedelmesebb, legsötétebb vidékre, a Gyűrű-lidércek székhelye, Minas Morgul (a boszorkányság tornya) mellé. Innen egy hosszú lépcsőfal vezet tovább, meredeken belevágva a sziklákba. Amikor a lépcső aljához érnek kinyílik Morgul városának kapuja, egy egész hadsereg indul neki, hogy megtámadja Osgiliathot, majd a nem messze fekvő Minas Tirithet, Gondor fővárosát. Ha ez a város, a szabad népek legfontosabb és legkomolyabb védőbástyája elesik, Középföldét szinte akadálytalanul szállhatja meg és pusztítja el a gonosz hatalom.
A hobbitok fáradságos munkával felmásznak a hegy tetejére, ahol egy alagúton kell tovább menniük. Az alagútban egy rémséges lény, a Banyapók tanyázik. Itt jönnek rá a hobbitok, hogy Gollam becsapta őket: azért vezette ide a hobbitokat, hogy a Banyapók végezzen velük, és a Gyűrű újra az övé legyen. Frodó és Samu a Galadrieltől kapott ajándék és Frodó kardja – amit Bilbótól kapott (neve Fullánk) – segítségével menekülnek, de a Banyapók követi őket és megcsípi Frodót, aki úgy megbénul, hogy Samu halottnak hiszi. Samu megküzd a pókkal, és súlyos sebet ejtve rajta, menekülésre kényszeríti, de ekkor orkok közeledtét hallja. Kiveszi a Gyűrűt Frodó nyakából, majd elbújik, otthagyva ura halottnak hitt testét. Az orkok megtalálják Frodót, és beszélgetésükből Samu rádöbben, hogy a gazdája még él, csak megbénult, de pár óra múlva felébred. Ekkor követni kezdi az orkokat, akik magukkal viszik Frodót közeli őrtornyukba.

### Trufa és Pippin elrablása
Az elrabolt hobbitok az uruk-hai, moriai és mordori orkokból álló támadók veszekedésére ébrednek. A mordoriak vezére, Grisnák megpróbálja az orkokat rábírni, hogy forduljanak Mordor felé, de az uruk-hai vezér, a Sarumant szolgáló Uglúk hallani sem akar erről, s érveinek néhány fej levágásával ad igen komoly megalapozást. Grisnák a foglyokat egy nazgûl segítségével akarja Sauron kezére adni, de miután konstatálja, hogy a lidérc nem várja őt a megbeszélt helyen (hála Legolas íjászművészetének), színleg ráhagyja a döntést Uglúkra. Az orkok végül erőltetett menetben vonulnak át a számukra ellenséges Rohan alföldjein Saruman székhelyére, Vasudvardba, magukkal hurcolva az elfogott hobbitokat, Trufát és Pippint. Megpihennek Fangorn erdejénél, ahol rohírok, a rohani lovasemberek támadnak rájuk. Trufának és Pippinnek sikerül bemenekülnie a Fangorn-erdőbe, ahol az entek élnek: az Óidők óta létező, leginkább járó-kelő és beszélő fákra emlékeztető lények. A hobbitok összeakadnak egyik vezetőjükkel, a Szilszakáll nevű vén enttel, aki elviszi őket lakhelyére. Az entek tanácsot tartanak, hogy beleavatkozzanak-e az emberek háborúiba. Erre ez a visszahúzódó és alapjában véve békés nép sosem volt hajlamos, Saruman orkjai azonban nagy pusztítást végeztek szeretett otthonukban, ezért igen dühösek, és Szilszakáll, noha egykor Sarumant a barátjának, legalábbis jó szomszédjának tartotta, mindenképp a harc pártján van. Végül úgy döntenek, hogy ők is részt vesznek a háborúban és elindulnak Vasudvard felé, hogy megsemmisítsék azt. A hobbitok is velük tartanak. Valóban megtámadják Vasudvardot, Saruman erődjét, és erejük félelmetes, ha megdühödnek: a központi torony, Orthanc kivételével mindent elpusztítanak. A közeli gátat lebontják, az egész helyet ellepi a víz, így Sarumant bezárják a saját tornyába. Itt aztán Pippin és Trufa találkoznak Aragornékkal, és újra összefonódik a társaság nagy részének sorsa.

### Aragorn, Legolas és Gimli útja
Mikor a hobbitokat (Trufát és Pippint) elragadták az orkok, a három vándor (Aragorn, az ember, Legolas, a tünde és Gimli, a törp) a nyomukba eredt, hogy kiszabadítsa őket. Amikor Rohan pusztáin keresztül üldözték az orkokat, összetalálkoztak a rohírokkal, akiket Éomer vezetett. Tőle tudták meg, hogy az orkoknak végük, az éjjel szétverték a csapatukat, de a hobbitokról nem tudott semmit. A csatában vélhetően ők is elpusztultak.
Aragorn mégis tovább folytatta útját társaival, hátha a nyomukra akad. Ez sikerült is, hála nyomfejtő képességének. Rájött, hogy Trufa és Pippin a Fangorn-erdőbe menekültek. Követték a nyomukat, és az erdőben egy öregemberre figyeltek fel, akit először Sarumannak hittek, noha Gandalf volt, de már nem Szürke Gandalf, hanem Fehér Gandalf.
Így négyen elindultak Edoras felé, Rohan fővárosába, ahol Théoden király élt, aki most nagy segítségre szorult. A királyt ugyanis Saruman gonosz varázslattal mérgezte meg (ami abban nyilvánul meg, hogy magát cselekvésre képtelennek, öregnek, helyzetét teljesen reménytelennek érzi), és egy kémet juttatott mellé, Kígyónyelvű Grímát. Gandalf felébresztette sötét „álmából” Théoden királyt, aki nyomban a kezébe vette az irányítást. Edorasban Aragorn találkozott Éowynnal, Éomer húgával, aki beleszeretett Aragornba, de az ő szíve már másé volt. Aragorn a völgyzugolyi Elrond lányát szerette, Arwent, aki neki adta szívét, de csak akkor lehetnek egymásé, ha Aragorn király lesz.
Gandalf figyelmezteti Théodent, hogy Saruman hatalmas sereget gyűjtött orkokból és a szomszédos Dúnfölde vadembereiből, hogy megtámadja és uralma alá vonja Rohan földjét. Théoden a Helm-szurdoki erődítménybe, Kürtvárba vezeti a katonáit, Gandalf pedig ellovagol segítségért, mert tudja, hogy kevesen lesznek megvédeni Rohan népét. Aragorn, Legolas és Gimli a királlyal tartottak a Helm-szurdokba. Mikor az orkok elkezdik az ostromot, a védők már tudják, hogy csak Gandalfban reménykedhetnek. A csata másnapjának hajnalán megérkezik végre Gandalf, az összegyűjtött emberekkel, és huornokkal (utóbbiak a Fangorn erdő fái, egykori entek, akik csak mozogni tudnak, beszélni nem). Az orkok az ellenség láttára menekülni kezdenek, de az új erőre kapó rohani katonák és a fák elpusztítják az egész sereget. A csata véget ért, Rohan megmenekült Sarumantól, de Sauron dühe elől nem lehet elrejtőzni.
A csata után Gandalf, Aragorn és a többiek elindulnak a királlyal Vasudvardba, Sarumanhoz. Mikor odaérnek megdöbbenve látják, hogy egész Vasudvard vízben áll. Itt találkoznak Trufával és Pippinnel, akik Szilszakáll mellett vettek részt a rombolásban. Gandalf megpróbál beszélni Sarumannal, de ő hajthatatlan. Saruman még legyőzötten is veszélyes: megpróbálja szónoki és mágikus erőit bevetve egymás ellen hangolni a küldöttség tagjait, és megtagad mindenfajta együttműködést. Ezért Gandalf kitaszítja a Fehér Tanácsból és a Mágus-rendből, eltöri varázsbotját, elveszi hatalmát. A beszélgetés végén valami nehéz, fekete tárgyat dobnak ki az ablakból. Egy palantír, avagy látókő az, amit Saruman szolgája, Gríma szánt Gandalfnak a fejére, de nem talált célba. A régebbi, jobb időkben ezeket a köveket a térben és időben egymástól távol lévő szövetségesek közti kapcsolattartásra használták. Saruman így tartotta a kapcsolatot Sauronnal, aki a parancsokat osztogatta. Gandalf magával viszi a követ, és a majdnem teljes Szövetség elindul vissza, Edoras felé. Az éjszaka, amíg mindenki pihen, Pippin felkel, hogy belenézzen a látókőbe, amire Gandalf nagyon vigyáz – de annyira mégsem, hogy Pippin el ne lopja tőle. Pippin Sauront látja meg a kőben, és sajnos a Sötétség Ura is meglátja a hobbitot. Mielőtt a sokkal erősebb akaratú szellem súlyos titkokat szedne ki a hobbitból, Gandalf elveszi Pippintől a palantírt, ezután magával viszi Pippint Gondorba. Sauron azt hiszi, hogy Pippin Vasudvardban van, ezért odaküldi Fekete Lovasait. A király Dúnhargba lovagol, hogy összegyűjtse seregét és felkészüljön a nagy csatára, amit majd Gondorban vívnak.

## A király visszatér

### Minas Tirith ostroma
Gandalf és Pippin Minas Tirith-be érkeznek, a Királyok városába, hogy beszéljenek a helytartóval, Denethorral, és figyelmeztessék a Gondort fenyegető veszélyre. Pippin felesküszik Denethor szolgálatára. Denethor azonban nem hallgat Gandalf tanácsára; jobban lefoglalja a fia, Boromir iránt érzett gyász, és egyáltalán nem bízik Gandalfban – részben azért, mert nem szíveli a varázslókat, részben pedig azért, mert maga is rendelkezik egy palantírral, s ennek útján értesül Mordor legyőzhetetlennek látszó hatalmáról, és Aragornról, a királyi sarjról, akit szerinte Gandalf az ő helyére akar ültetni, miközben őt tartja pajzsul Mordor ellen. Másnap hazatér Faramir, és jelenti apjának, hogy a mordori seregek megtámadták és elfoglalták Osgiliathot. Emellett elmeséli, hogy találkozott Frodóékkal, és hogy a Gyűrűt nem vette el tőle. Denethor ezek miatt mérges a fiára, és visszaküldi, hogy foglalja vissza a várost, mivel Boromir is így tett volna. Az újabb csatában Faramir súlyos sérüléseket szenved. A mordori sereg előrevonul, és a haradi olifánthajcsárokkal együtt megostromolják Minas Tirithet.
Denethor, mikor visszahozzák neki Faramir testét, végképp elveszti az eszét. Máglyát épít, hogy azon elevenen elégesse magát és fiát. Pippin látja, hogy Faramir még nem halt meg, és Gandalf segítségével megpróbálják megfékezni Denethort. Faramirt sikerül megmenteniük, de a helytartó öngyilkosságát nem tudják megakadályozni.
Ezalatt Rohanban Théoden király seregszemlét tart.
Találkoznak egy kószákból és tündékből álló csapattal. A tündék egy zászlót hoznak magukkal: Gondor királyának jelvénye, amelyet Arwen küldött Aragornnak. A kószák Elrond üzenetét hozzák: más utat kell választania Gondorba, mint a rohani királynak, a Holtak ösvényén kell keresztülmennie.
Trufa is harcolni akar a csatában, de a király nem engedi. Egy Dernhelm nevű fiatal rohani katona veszi magához a hobbitot. A rohani seregek a magát „vadonlakónak” nevező erdei vademberfajta vezetője (Ghân-huri-Ghân főnök) segítségével az orkok elől elrejtőzve átlovagolnak a Drúadán nevű erdőn, és megérkeznek Pelennor mezejére, amely Minas Tirith lábánál terül el. A rohani seregeknek sikerül szétszórniuk Mordor erőit, de a Nazgûlok Ura megtámadja és súlyosan megsebesíti Théoden királyt. Dernhelm és Trufa sietnek a király védelmére. A Fekete Kapitányt egy jóslat szerint emberi kéz nem ölheti meg. „Bolond, eleven férfi engem vissza nem tart” – hivatkozik a jóslatra a gonosz lidérc, de Dernhelm leleplezi magát: kiderül, hogy nem férfi, hanem nő, mégpedig Éowyn, álruhában. A Nazgûl egy pillanatra elbizonytalanodik, ez elég Trufának ahhoz, hogy térden döfje, majd Éowyn elvágja a nyakát. Trufa kardja megsemmisül.
Eközben Aragorn, Gimli és Legolas Elrond fiainak és az északi kószáknak a társaságában a Holtak Ösvényén járnak, ahol azoknak az embereknek a szelleme kísért, akik annak idején elárulták Elendil királyt és Isildurt, amikor Sauron ellen harcoltak. Aragorn, mint Isildur örököse, a Holtakat a szolgálatába tudja állítani, hogy azok esküjüket beteljesítsék. A Holtak segítségével Aragornék legyőzik az umbari kalózokat, és felhajóznak az Anduinon, hogy kivegyék a részüket a pelennori csatából. Így végül sikerül Minas Tirithnél győzelmet aratni. A támadók megmaradt hírmondói messze földre elviszik Gondor dühének és rettenetességének legendáját.

### Az utolsó haditanács
Miután Théoden királyt és a csata többi halottját eltemették, Éowynt és Trufát pedig az Ispotályba vitték, Aragorn összehívja az utolsó haditanácsot. Kiderül, hogy Aragorn megmutatta magát Sauronnak a palantíron keresztül. Gandalf javaslatára úgy határoznak, hogy látszattámadást indítanak a Fekete Kapu ellen, hogy ezzel elvonják Sauron figyelmét Mordorról és a Gyűrűről.
A Fekete Kapu előtt egy, az emberi fajba tartozó követ (magát Sauron Szájának nevezi) tárgyalást kezdeményez a gondori és rohani vezetőkkel. Felmutatja a mithril páncélinget, amelyet Frodótól szedtek el. Azt mondja, a hobbitot Barad-dûr kínzókamrájába vetették, de elengedik, ha cserébe feladják Gondort. Gandalf azonban logikusan gondolkodik: ha tényleg elfogták volna Frodót, akkor most a Gyűrű is Sauronnál lenne, és nem alkudozna, ráadásul a követ csak egy kémről beszél. A varázsló nem fogadja el a feltételeket. A követet és gazdáját súlyosan sértegeti, az meg visszalovagol. Kinyílik a Fekete Kapu, és kizúdul rajta az orkokból és trollokból álló fekete hadsereg. A csatában részt vesznek a szárnyas szörnyetegeken lovagló Nazgûlok és – a szabad népek oldalán – a Köd-hegységben fészkelő sasok is.

### A Végzet Hegye
Samu behatol Cirith Ungol ork erődjébe, és kiszabadítja Frodót. Nagy szerencséjére az orkok összevesznek Frodó egész országnyi vagyont érő mithril láncingén, és egymást kezdik gyilkolni érte. A túlélő orkok a láncinget Barad-dûrba viszik, ahol átadják Sauron Szájának.
Frodó és Samu ork ruhába öltöznek, és átvágnak Mordor hamuval borított pusztaságán, egyenesen a Végzet Hegyéig, azaz az Orodruinig. Frodó a Gyűrűt nagyon nehéznek érzi, így egy szakaszon Samu kénytelen cipelni őt. Útközben Gollam rájuk támad, és bár Samu legyőzi, de megszánja, és nem öli meg, csak elzavarja. Frodó végre eljut a helyre, ahol a Gyűrűt kovácsolták, de ekkor a Gyűrű hatalma legyőzi őt, így nem pusztítja el, hanem felhúzza az ujjára. Ekkor Gollam újra felbukkan, és ráveti magát Frodóra. Hosszas dulakodás után Gollam leharapja Frodó ujjáról a Gyűrűt. Gollam örömében se hall, se lát, örömtáncot járva a szakadék szélén egy billegő kőre lép, s belezuhan a Végzet-katlanba, és ott a Gyűrűvel együtt elpusztul. Frodó hirtelen megkönnyebbül, hogy megszabadult terhétől. A vulkán azonban kitör, Frodó és Samu egy sziklára menekülnek. Már-már azt hiszik, hogy itt fognak meghalni, mikor megérkezik Gandalf Szélura Gwaihir hátán, és megmenti a hobbitokat.

### A koronázás
Frodót és Samut Minas Tirithben hősként ünneplik. Aragorn sikeresen gyógyítja a háború fekete kórban szenvedő betegeit, s egy régi jóslat („a Király keze gyógyító kéz, s erről ismerszik meg az igazi király”) alapján elterjed a hír, hogy Gondor Ura visszatért a városba. Aragornt, mint Gondor visszatérő királyát, Gandalf megkoronázza. Elrond és Arwen is eljönnek az ünnepségre, és Aragorn feleségül veszi a tünde úrnőt. Faramir és Éowyn, akik az Ispotályban ismerték meg egymást, szintén összeházasodnak. A koronázás után Gandalf, Legolas, Gimli és a négy hobbit hazaindulnak. A Fangorn-erdőnél a törp és a tünde elbúcsúznak a többiektől. Szilszakálltól megtudják, hogy Sarumant és Grímát végül az entek kiengedték Vasudvardból. Ezután Gandalf is elbúcsúzik a hobbitoktól, és elmegy az Öreg-erdőbe, Bombadil Tomához, Frodóék pedig hazatérnek a Megyébe.

### A Megye megtisztítása
Amikor a hobbitok hazaérkeznek, kaotikus állapotok fogadják őket: a Megye pázsitja felégetve, a fák kidöntve, és Hobbitfalván marcona emberek és hobbitok járőröznek, az egykor virágzó paraszti közösségben tombol a félelem keltette, hobbit ésszel mérve irracionális diktatúra, a nyílt hatalmaskodás, a cenzúra és a börtönök világa, a környezetpusztítás, amely nem a lakosság szükségleteit, hanem az uralkodók jólétét szolgálja. Frodóék hamar megtudják, hogy egy „Kapzsi” néven tevékenykedő személy a pusztítás fő felelőse és fenntartója. Kiderül, hogy Kapzsi nem más, mint a varázshatalmát vesztett Saruman, aki így próbál kicsinyes módon a hobbitokon, illetve a világon bosszút állni (a Kapzsi, valójában kapshû név eltorzult ork szó, jelentése öregember). Gríma is Sarumannal van. Frodó sereget toboroz a hobbitokból, és miután egy inkább csetepaténak, mint komoly csatának nevezhető összecsapás során megfutamítja az ellenség főbb erőit; követeli, hogy a gonosz mágus és csatlósai hagyják el a Megyét. Saruman megpróbálja leszúrni Frodót, de a mithril láncing megvédi a hobbitot. Saruman tehetetlen dühében elvonulni készül. Frodó látja, hogy Kígyónyelvű csak habozva követi, ezért felajánlja neki, hogy hagyja ott Sarumant, és szabadon mehet, amerre lát. Saruman azonban, hogy elszakadását megakadályozza (hogy legalább egyvalaki legyen, akit a hatalmában tarthat), leleplezi szolgáját mint az egykori hobbit polgármester, Lothó gyilkosát. Kígyónyelvű azzal védekezik, hogy Saruman parancsolta a megölését. Saruman pedig (hogy felette lévő hatalmát bizonyítsa) gúnyolni kezdi Kígyónyelvű tehetetlen szolgalelkűségét, és megüti. Gríma tőrt ránt, és Kígyónyelvű elvágja Saruman torkát. A hobbitok lenyilazzák az eszét vesztett Kígyónyelvűt. Ezután Frodó és Samu nekilátnak helyrehozni a Megyében uralkodó állapotokat: kiengedik a hobbitokat, akiket Saruman bebörtönzött, Samu új fákat ültet. Ezzel ért végleg véget a Gyűrűháború.

### Szürkerév
Négy év telt el a Háború vége óta. Samut Hobbitfalva polgármesterévé választották, feleségül vette Csűrös Rozit, és már megszületett az első gyermekük, Elanor is. Frodó könyvet írt a kalandjairól, Bilbó könyvének folytatásaként. Azonban a Morgul-tőr ejtette seb soha nem gyógyult be, és Frodónak rendszeresen fájdalmai vannak. Így aztán a könyv befejezését Samura bízza, és elmegy a Szürkerévbe, ahonnan a tündék hajói indulnak Középföldéről Valinorba. Vele tart Bilbó, Gandalf, Galadriel és Elrond is, akik mind-mind úgy döntenek, itt hagyják ezt a világot. Frodó elbúcsúzik Pippintől, Trufától és Samutól, és elhajózik. Ezzel véget ér a Három Gyűrű hatalma is Középföldén és beköszöntött az emberek kora.

## Eltérések a könyv és aPeter Jackson-féle filmváltozat cselekménye között
- A filmben Elrond vezeti a Végzet-hegyi csata tündéit, a könyvben ő csak zászlóvivő, és a tünde-ember szövetség tündéinek vezére Gil-galad tünde király.
- Bilbó ünnepsége és Frodóék indulása közt a regény szerint 17 év telik el. A filmben valószínűleg jóval kevesebb idő telik el a két esemény között (az ünnepség és indulás között annyi idő telik, amennyi alatt Gandalf a Megyéből Gondorba lovagol, kutat a könyvtárban, majd visszalovagol; illetve amennyi alatt a lovas nazgûlok Minas Morgulból eltalálnak a Megyébe; ez vélhetően inkább hetekben, mint években mérhető időtartam).
- A könyvben Frodó a Szövetség legidősebb hobbitja (hk. 2968–). Indulásukkor (hk. 3018) 50 éves, de már Bilbó búcsúünnepségén is (hk. 3001) a 33. születésnapját ünnepli. Elijah Wood (a Frodót alakító színész) ellenben 2001-ben mindössze 20 esztendős volt, a film hobbitjai közül a legfiatalabb.[1]
- A könyvvel ellentétben a filmből igazából nem derül ki, Gandalf honnan tudja, hogy Gollamot elfogta az ellenség, és hogy az elárulta nekik a Gyűrű hollétét.
- A filmben, míg Gandalf és Frodó az indulás előtt beszélgetnek, a nazgûlok betörnek Bakföldre és vágta közben lenyakaznak egy cilinderes hobbitot. A könyvben a bakföldi támadás jóval későbbre kerül (a négy hobbit már Bríben alszik), a nazgûlok először betörnek Frodó házába, de az ott lakó Bögyös Fredegárnak nem esik komoly baja (a halálos ijedtségen kívül), majd a Gyűrűlidércek az Északi Kapu felé veszik az irányt, és a hobbit őröket „legázolva” elvágtatnak (They rode down the guards at the gate and vanished from the Shire). A könyv nem számol be arról, hogy az őrök hányan voltak, és a „legázolás”-t túlélték-e.
- A filmből kimarad a Gildor tündéivel való találkozás, a film bővített verzióiban ezt egy olyan jelenet helyettesíti, melyben Frodó és Samu vonuló és éneklő tündéket figyelnek meg.
- A filmben egy olyan lovas üldözési jelenet is van a Brí felé vezető erdei úton, ami a könyvben nem szerepel: a nazgûlok a Borbuggyan kompkikötője felé vezető erdei úton megpróbálják elfogni Frodót; míg a könyvben csak egy, a kompról látható távoli, földre hajló és szimatoló alakról esik szó. A könyvben a nazgûlok a Széltetőn támadják meg először a négy hobbitot, a támadás koreográfiája eltér a könyvétől (ld. lentebb).
- Trufa és Pippin a filmben afféle könnyelmű, dologtalan pernahajderek, akik lopkodnak Gandalf tűzijátékaiból vagy Zsizsik gazda zöldségéből; a könyvben Frodó teljesen megbízható és jól ismert rokonai (a könyvben épp Frodó az, aki gyermekkorában dézsmálta Zsizsik gombaföldjét). Mellesleg, a filmben a Tukokat többször nevezik ostobának és vakmerőnek, utalva, hogy negatív megítélésük általános; a könyvben ellenben a legtekintélyesebb hobbit nemzetség (habókosnak inkább a Borbakokat tartják a megyei hobbitok).
- A bakföldi ház, Bögyös Fredegár alakja, Bombadil Toma, az Öregerdő és a Sírbuckák kimaradtak a filmből. A filmben Papsajt Ászok szerepe jóval mellékesebb, mint a könyvben; nem közeli barátja Gandalfnak, csak látásból ismeri, a hobbitoknak való segítségnyújtása és az Aragornról szóló levél is kimaradt. A filmben Béni, Brí kapuőre nem szolgálja a gonoszt, a könyvben igen. A filmből kimarad Páfrány Pockó (Bill Ferny).
- Gandalf és Saruman a filmben mágikus küzdelmet folytatnak, a könyvben azonban Gandalf meg sem próbál nyíltan szembeszállni Sarumannal, találkozásuk is jóval békésebb, még Gandalf fogságba vetése után sem mondanak le teljesen arról, hogy meggyőzzék egymást. Gandalf a széltetői támadáskor a filmben még Saruman fogságában van, a könyvben már napokkal Frodóék érkezése előtt fent járt a dombon, és a nazgûlok egy részével is összecsapott (Frodóék messzi lángokat láttak felcsapni a domb tetején). A filmben Gandalf egy lepkét bűvöl meg, hogy vigyen hírt a sasoknak fogságáról, a könyvben Saruman hibájából szabadul ki: Saruman a Radagast nevű mágusra bízza, hogy Gandalfot Orthancba csalja, de Radagast ezt jóhiszeműen teszi, és teljesíti Gandalf azon kérését, hogy a sasok útján küldjön híreket Orthancba.
- A film széltetői jelenetéből Aragorn dala Lúthienről kimarad (a bővített verzióban azonban szerepel), a Gyűrűlidércek támadásához a hobbitok óvatlansága is hozzájárul (tüzet gyújtanak, veszekszenek). A könyv alapján inkább Aragornt hibáztathatnánk, mivel ő vitte a hobbitokat a Széltetőre, noha biztos volt abban, hogy a helyet kémek figyelik, és a messzire ellátás lehetősége miatt a nazgûlok is oda próbálnak meg először feljutni, ha a közelbe érkeznek. Filmbeli fegyvereiket a hobbitok a Széltetőn kapják, a könyvben a Sírbuckákon. A Széltetői támadáskor a könyv szerint egy vagy kettő támadó nazgûl már eleve hátramarad az égő tábortűz köré gyűlő hobbitokat rejtő kerek horpadás szélén, a közeledő háromból pedig kettő megáll, mikor Frodó kirántja a kardját, így az öt nazgûl közül lényegében csak a Boszorkányúr támad a csoportra, Trufa és Pippin a lidérceket meglátva mégis földre buknak félelmükben, és mozdulni sem tudnak. Frodó Elbereth nevét kiáltva megpróbálja (sikertelenül) lábon szúrni a Boszorkányurat, míg a filmben elejti a fegyverét, és felveszi a Gyűrűt, ellenben Samu elsőként ugrik karddal a támadó lidérceknek, Trufa és Pippin a testükkel védik Frodót. A filmbeli „sápadt király”, mielőtt tőrével megszúrná Frodót, a Fekete Nyelv szavaival bűvölve próbálja a Gyűrűt elvenni Frodótól.
- A film szerint „Öt lidérc van a nyomotokban. A másik négy hollétéről nem tudok semmit.” A könyvben pont fordítva van; Gandalfot megtámadja öt Fekete Lovas, ennek köszönhető, hogy csak négy nazgûllal találkoznak a hobbitok.
- A könyv szerint a Brúinen gázlójánál Frodó karddal a kezében ráripakodik a nazgûlokra („takarodjatok vissza Mordorba, és ne merjetek utánam jönni” – „ … Sem engem, sem a Gyűrűt meg nem kapjátok”), a filmben teljesen eszméletlenül viszi át a gázlón Arwen, a tünde hercegnő. A könyvben őt Glorfindel, a tünde úr helyettesíti, Arwennel csak Völgyzugolyban találkozik a csapat.
- Völgyzugolyban Bilbó egyszer eszét vesztve támad Frodóra, hogy megszerezze a Gyűrűt, a könyvben ez csak mint Frodó látomása szerepel Bilbó Gyűrűre vonatkozó kérésekor; inkább az ifjú unokaöccs az, aki nehezen tudja kontrollálni érzéseit az incidens során. Bilbó a filmben sírva fakad, ennek oka láthatóan legalább annyira a Gyűrű elvesztése, mint a Frodó iránti sajnálat; a könyvben jóval könnyedebben, viccelődve viseli szerepe csökkenését, és inkább Frodót sajnálja, mint önmagát.
- A könyvben a Szövetség azért nem tud átkelni a Caradhrason, mert a Hegy megharagszik rájuk. Ezzel szemben a filmben Saruman mágiája okoz lavinát.
- A filmben nem szerepel, amint Caradhras felé tartva Trufa és Pippin két marékra majszolja a lembast.
- A könyvben egy nagydarab ork vezér, míg a filmben egy barlangi troll próbálja meg ledöfni Frodót Móriában. A könyvből hiányzik Gandalf semmitmondó „bölcsessége” („Ha kétségeid vannak, mindig hallgass a szimatodra”).
- A filmben Boromirt az uruk-hai harcosok vezére lövi le több ízben egy íjjal, ám a gondori, dacára sebesüléseknek, még sokáig kaszabolja az orkokat, mire végül sikerül leteríteni őt. Aragorn a kegyelemdöfés előtt érkezik és párbajozik Boromir gyilkosával, majd felül is múlja őt. Ezzel szemben a könyvben Boromirt csak szimplán agyonnyilazzák az orkok, miközben hősiesen próbálja védeni Trufát és Pippint – tehát szó sincs semmiféle uruk-hai vezérről.
- A filmben az első rész végén hal meg Boromir, azonban a regényben csak a második kötet elején.
- A filmben Théoden király elméjét Saruman szelleme megszállva tartja, és azt csak Gandalf képes kiűzni. A könyvben ennyire közvetlen kapcsolat nincsen, Théodent Gríma nem mágikus, hanem egyszerűbb lélektani eszközökkel (például szimpla egyoldalú tájékoztatás, illetve állandó rábeszélés, ráhatás) irányítja, és fordítja környezete ellen; Gandalf pedig mágikus hatalmát egyszerűen csak Gríma megfélemlítésére használja, az „ördögűzési” jelenetre nincs szükség. A filmben ezzel ellentétben szabályos „démonűzés” történik, első bizonyítékául annak, hogy Gandalf már nem a Sarumannak alárendelt régi szürke mágus.
- A filmben a Helm-szurdok felé vezető úton a rohaniakat egy csapat wargháton lovagló ork támadja meg. Ez a csata a regényben nem szerepel, így Aragorn eltűnése és halottnak való vélése sem.
- A filmben Elrond és Galadriel egy tünde sereget küld a Helm-szurdoki csatába (Haldír, a lórieni tünde határőr vezeti, akit egy uruk-hai ork megöl), a rohaniak megsegítésére. A könyvben pedig éppen hogy a rohírok teljesen magukra maradnak, sem Haldír, sem egyéb lórieni tünde nem vesz részt az emberek csatáiban.
- A filmben Szilszakáll alapjában véve komikus figura, akit a hobbitok kedvükre befolyásolhatnak, hogy segítsen harcukban; a könyvben erről szó sincs, inkább a hobbitok törpülnek el az időtlen ent mellett. A Fangorn melletti csatában a filmbeli Grisnákot nem ölik meg a rohírok, hanem követi a hobbitokat az erdőbe, mígnem Szilszakáll agyontapossa. A könyvben a foglyokat az erdőbe magával hurcolni akaró Grisnákot egy rohír észreveszi, és lándzsával teríti le.
- A könyvben Éomer is harcol a Helm-szurdokban, míg a filmben csak a csata végén érkezik meg Erkenbrand felmentő seregével, Gandalf oldalán.
- A filmben Faramir alapvetően inkább egy negatív figura (legalábbis a második rész végéig), míg a könyvben ennivalót is ad a hobbitoknak az útra, és óva inti őket attól, hogy kövessék Gollamot. A harmadik részben pedig még pozitívabban írja le a könyv: Faramirt mindenki szereti, őt magát többször összehasonlítják Boromirral, általában Faramir javára (például: Boromirt megkísértette a Gyűrű, míg Faramir ellen tudott állni neki), mikor pedig Faramir megsérül, mindenki aggódik érte. A filmben a harmadik részben szintén pozitívabb lesz, de nem kap olyan nagy szerepet, mint a könyvben.
- A filmben Faramir először úgy határoz, elviszi a hobbitokat és a Gyűrűt apjának, Denethornak, és csupán Osgiliathban gondolja meg magát és engedi el őket. Ezzel szemben a könyvben már a Tiltott Tónál elereszti Frodóékat.
- Sarumant a filmben A Király visszatér c. epizód elején öli meg Gríma a saját erődje tetején, hátba szúrva. A könyvben Saruman/Kapzsi csak a harmadik kötet legvégén hal meg, mint rablóvezér; a Megyében, és Gríma a torkát vágja el. A filmben Legolas szinte reflexszerűen, szokott könnyedségével lövi le a már gyilkos Grímát, a könyvben az ideges és bosszúszomjas, Sarumanéktól még mindig rettegő hobbitok, Frodó és társai akarata ellenére.
- Míg Frodóék kalandja Minas Morgulnál és a Banyapók odújában A két torony című kötetben szerepel, addig ezeket az eseményeket a harmadik filmben, A király visszatér-ben láthattuk viszont a vásznon.
- A filmben Gollam alattomos módon rá tudja venni Frodót, hogy elküldje magától Samut, így a hobbit egyedül lép a Banyapók odújába.
- A filmből több orkok közötti konfliktus is kimarad, Sagrat és Gorbag harca sokkal rövidebb, és a vesztes felet a filmben nem kell kétszer leszúrni ahhoz, hogy meghaljon; kimarad a filmből annak a fekete uruknak a megölése is, akit a beosztottja – egy Gollam kézre kerítésével megbízott nyomkövető – egy veszekedés közben lenyilaz.
- Amikor Gandalf a palantírral a zsebében alszik, a filmben nyitva van a szeme. Ez a könyv szerint a tündékre jellemző, a mágusokról nem ír ilyesmit (ők testi formájukat tekintve emberek és nem tündék, tehát feltételezhetően csukott szemmel alszanak).
- A könyvben a Holtak Serege csupán az umbari kalózok legyőzésében segít Aragornnak. A filmben a Holtak részt vesznek a pelennori csatában is. Aragorn királyi hatalmát elsősorban a Holtak feletti hatalma bizonyítja, a könyvben azonban a gyógyító tudása és ereje.
- A könyvben a Holtak Serege szinte rögtön felajánlja szolgálatait Aragornnak, és szó nélkül hajlandók Elendil örökösének teljesíteni az esküjüket. Ezzel szemben a filmben a Holtakat kissé nehezebb rávenni az együttműködésre, Aragornnak meg kell lengetni az Andúrilt, hogy dünnyögve bár, de szót fogadjanak.
- A filmben komolyabb szerepet kap az a sebhelyekkel borított, még Mordor teremtményei közt is torznak ható, tapasztalt ork vezér, aki a Gondor elleni csatát a Boszorkányúr beosztottjaként vezeti; a szövegkönyv szerint az ő neve Gothmog, s Morgul hadnagya. A könyvben is Gothmognak nevezik Morgul hadnagyát, de szó sem esik róla, hogy ork lenne; és a filmben látható katapultharcban tanúsított hősiességéről, illetve az Éowynnal folytatott párbajáról sem olvashatunk.
- A filmben a Nazgûlok nem annyira félelmetes, mint inkább fizikailag hatásos harcosok, akik szívbemarkoló sikoltásaikkal demoralizálják a védőket, és komoly részt kapnak a küzdelemben. A könyvben inkább lélektani hadviselést folytatnak; és jobbára csak mágikus félelmet keltenek, azt viszont annyira hatásosan, hogy a legtöbb ember teljesen képtelen harcolni, ha megjelennek. A csatába csak akkor avatkoznak bele komolyan, néha-néha, amikor az a mordoriak szempontjából vesztésre áll (elsősorban, amikor a rohírok megjelennek). A könyvben sokkal többször szerepelnek egyszerű hírnökként, vagy alig-alig látható, de annál rettentőbb fenyegetésként.
- A második és a harmadik filmben hangsúlyos szerepet kap Elrond és Arwen konfliktusa: a tünde apa nem akarja, hogy lánya egy halandóhoz menjen feleségül. A harmadik részben szerepel egy jelenet, amelyben Elrond tájékoztatja a rohírok táborában állomásozó Aragornt, hogy Arwen haldoklik. Ez, és minden hasonló utalás, a könyvben nincs benne: a könyvben Elrond a tündékre jellemző bölcs letargiával fogadja, hogy lánya a halandóságot választotta.
- A filmben a magát Sauron Szájának nevező szereplő inkább látszik orknak, mint embernek; még Gandalffal is elhiteti, hogy Frodó halott; Aragorn elkeseredésében levágja a fejét, majd ő tartja a lelket a társaságban, hogy érdemes tovább harcolni (ez tulajdonképpen vakhit). A könyv a követ elleni gyilkosságot (mint a diplomatikus hitszegést) nem tartalmazza, és Gandalf csak egy pillanatra hiszi el, hogy Frodót megölték, de a csúf követ elszólása miatt rögtön következtetni tud ennek ellenkezőjére.
- A filmbeli Mordor látványának uralkodó eleme a mindenünnen látható Barad-dûr tornya, rajta Sauron pásztázó szeme. A könyvben csak Frodó, és ő is csak lelki szemeivel látja állandóan A Szemet, ahogy a Gyűrű ereje egyre inkább a hatalmába keríti.
- A filmben Frodó, miután leharapták az ujját, az ékszer utáni őrült vágyától hajtva és sebével mit sem törődve, dulakodni kezd Gollammal a Gyűrű visszaszerzéséért, s a küzdelem hevében esnek Gollammal a katlanba, de Frodóban az életösztön győz, s a Gyűrű helyett fogódzó után kap. A könyvben Gollam a saját örömétől elvakultan zuhan le.
- A filmben Aragorn koronázását és a félszerzetek előtti tisztelgést összemosták, és az egész ceremónia Minas Tirith fellegvárának tetején zajlott le. Kicsit átformálták a jelenetet, de így hatásosabb lett: Aragorn és vele a nép meghajol Frodóék előtt.
- A Megye megtisztítása kimaradt a filmből, a hobbitok ugyanabba az idilli Megyébe érkeznek meg, amit az első film elején otthagynak.